# Anton Andrejewitsch Petuschkow
Anton Andrejewitsch Petuschkow (russisch Антон Андреевич Петушков; * 17. Juni 1992) ist ein russischer Naturbahnrodler.
Petuschkow startet im Einsitzer und nahm in der Saison 2010/2011 erstmals an zwei Weltcuprennen teil. Im russischen Nowouralsk erzielte er im ersten Rennen unter 23 Rodlern den 19. Platz und im zweiten Rennen unter 22 Rodlern den 20. Platz, womit er punktegleich mit seinem Landsmann Grigori Bukin 34. im Gesamtweltcup wurde. An weiteren internationalen Wettkämpfen nahm Petuschkow bisher nicht teil.

## Erfolge

### Weltcup
- 2 Platzierungen unter den besten 20